# Kepler-42 c
Kepler-42 c (KOI-961 c или KOI-961.02) — экзопланета (миниземля), находящаяся в системе Kepler-42 (созвездие Лебедь) на расстоянии около 126 световых лет (38,7 парсек) от Солнца.
Kepler-42 c — ближайшая к звезде планета в системе Kepler-42 (KOI-961) и вторая по размеру. Один год на Kepler-42 c длится чуть меньше 1 земного дня.
До открытия Kepler-42 c и KOI-961 d самыми маленькими по массе известными экзопланетами считались HD 10180 b c массой 1,35 ± 0,23 M⊕ и Kepler 20 f, массой 0,66 массы Земли.